# Ganira Pashayeva
Ganira Alasgar gizi Pashayeva (en azerí: Qənirə Әləsgər qızı Paşayeva; Raión de Tovuz, 7 de marzo de 1975-Bakú, 28 de septiembre de 2023) fue una política azerbaiyana que fue miembro de la Asamblea Nacional de la República de Azerbaiyán.

## Biografía
Ganira Pashayeva nació el 24 de marzo de 1975 en Raión de Tovuz. Se graduó de la Facultad de Pediatría de la Universidad de Medicina de Azerbaiyán. También estudió en la Facultad de Derecho de la Universidad Estatal de Bakú. Habla turco, inglés y ruso.
Desde 1998 Ganira Pashayeva trabajó como reportera, corresponsal, editora, editora principal y editora jefe de la sección de noticias del grupo de empresas ANS. En 2005 se convirtió en jefa del departamento de relaciones públicas de la Fundación Heydar Aliyev.
En 2012 Ganira Pashayeva trabajó como pediatra durante dos semanas en Somalia y ayudó a los residentes.
El 6 de noviembre de 2005 fue elegida miembro del Parlamento por el distrito de Tovuz. Fue miembro de la Comisión Permanente de la Asamblea Nacional de Azerbaiyán sobre Relaciones Internacionales e Interparlamentarias y jefa del grupo de trabajo Azerbaiyán-Georgia sobre relaciones interparlamentarias. También fue miembro de los grupos de trabajo sobre relaciones interparlamentarias Azerbaiyán-India, Azerbaiyán-Turquía y Azerbaiyán-Japón. Fue uno de los miembros de la delegación de la República de Azerbaiyán en la Asamblea Parlamentaria del Consejo de Europa.
Ganira Pashayeva falleció el 28 de septiembre de 2023 y fue enterrada en el Segundo Callejón de Honor.